# Saligny (Wandea)
Saligny – miejscowość i dawna gmina we Francji, w regionie Kraj Loary, w departamencie Wandea. W 2013 roku liczba ludności wynosiła 1962 mieszkańców. 
W dniu 1 stycznia 2016 roku z połączenia dwóch ówczesnych gmin – Belleville-sur-Vie oraz Saligny – utworzono nową gminę Bellevigny. Siedzibą gminy została miejscowość Belleville-sur-Vie. 